# Komorová voda

Schéma oka

Komorová voda (též komorový mok, nitrooční tekutina) je hustá tělní tekutina, která vyplňuje prostor mezi čočkou a rohovkou.
Funkcí komorové vody je zachovávat nitrooční tlak oka, vyživovat okolní tkáně, odvádět odpadní produkty metabolismu a transportovat vitamín C do rohovky (antioxidant). Komorová voda také obsahuje imunoglobuliny, takže se zdá, že funguje v imunitní odpovědi.
Komorová voda se z 99% skládá z vody, dále obsahuje některé ionty, proteiny, vitamín C, glukózu a kyselinu mléčnou či aminokyseliny.
S komorovou vodou souvisí porucha oka, tzv. glaukom.